# Oarța de Jos
Oarța de Jos è un comune della Romania di 1 345 abitanti, ubicato nel distretto di Maramureș, nella regione storica della Transilvania. 
Il comune è formato dall'unione di 3 villaggi: Oarța de Jos, Oarța de Sus, Orțița.